# Friedrich Tiedemann
Friedrich Tiedemann (Kassel, 23 de agosto de 1781 - Múnich, 22 de enero de 1861) fue un fisiólogo, anatomista, y zoólogo alemán.

## Biografía
Nació en Bremervörde, Alemania y fue el hijo mayor de Dietrich Tiedemann (1748-1803), filósofo y psicólogo de fama considerable. Se graduó en medicina en Marburg en 1804, pero pronto abandonó la práctica.
Se dedicó al estudio de las ciencias naturales y, pasando a París, se convirtió en un ardiente seguidor de Georges Cuvier. A su regreso a Alemania mantuvo las pretensiones de la investigación anatómica del paciente y sobrio en contra de las especulaciones prevalentes de la escuela de Lorenz Oken, cuyo principal antagonista fue contado mucho. Sus estudios notables del desarrollo del cerebro humano, como se correlacionaron con los estudios de su padre en el desarrollo de inteligencia, merecen mención.
Pasó la mayor parte de su vida como profesor de anatomía y fisiología en Heidelberg, un cargo para el que fue nombrado en 1816, después de haber ocupado la cátedra de anatomía y zoología durante diez años en Landshut, y murió en Múnich.
Fue elegido miembro de la Real Academia Sueca de las Ciencias en 1827.
Dos de sus hijos, Gustav y Heinrich, fueron víctimas de la Revolución alemana de 1848-1849.

## Contra el racismo
Tiedemann fue una de las primeras personas en hacer una contestación científica del racismo. En su artículo titulado On the Brain of the Negro, compared with that of the european and the orang-outang (Sobre el cerebro del negro, comparado con el del europeo y el del orangután) argumentaba sobre la base de medidas craneométricos y el cerebro tomada por él de los europeos y los negros de diferentes partes del mundo que la creencia europea común, conviene entonces que los negros tienen cerebros más pequeños y por tanto son intelectualmente inferiores es científicamente infundada y basada simplemente en perjuicio de los viajeros y exploradores.
El genetista brasileño Sérgio Pena lo llamó un «antirracista adelantado a su tiempo».

## Obra
- Zoologie, zu seinen Vorlesungen entworfen, 1808–1814
- Anatomie der Bildungsgeschichte des Gehirns, 1816
- Die Verdauung nach Versuchen, 2 vols. 1826–1827
- On the Brain of the Negro, compared with that of the European and the Orang-Outang, Londres 1836 (alemán: Das Hirn des Negers mit dem des Europäers und Orang-Outangs verglichen, Heidelberg 1837, en línea)
- Physiologie des Menschen, C.W. Leske, 1836 en línea
- Geschichte des Tabaks und anderer ähnlicher Genussmittel, 1854